# Београдски македонски Октоих
Београдски македонски Октоих, познат и као Кичевски октоих је средњовековни књижевни споменик из 13. века. Написан је на црквенословенском језику ћирилицом. 
У почетку је садржао црквене службе за свих 8 гласова, али су сачувани само гласови 4 до 8. Посебност рукописа је присуство канона Свете Тројице за свеноћно бденије у суботу. Рукопис садржи копије два химнографска дела Св. Климент Охридски: канон апостола Петра и Павла на шести глас и канон Св. Тројице на осми глас. У Премчанском требнику сачувано је и једно Климентово химнографско дело (Покајни канон за шести глас).
До 1926. године октоих се налазио у цркви Светог Атанасија у селу Премка, у Кичевском округу, где га је открио Тома Смиљанић Брадина. Одатле је један део, заједно са осталим словенским рукописима, поклонио скопском музеју. Када је њен директор Радомир Грујић 1937. године изабран за професора Богословског факултета у Београду, напустио је и понео ове рукописе са собом. Друга два дела продата су 1950. Народној библиотеци у Београду. 
Делови рукописа чувају се на два места: 66 страница у Музеју Српске православне цркве (збирка Грујић З.И.110) и 23 странице у Народној библиотеци Србије (бр. 104).